# 扭贻贝属
扭贻贝属（学名：Stavelia）是壳菜蛤科的一属。

## 下属物种
本属包括以下物种：
- 扭贻贝 Stavelia subdistorta (Récluz, 1852)